# Effetto Root
L'effetto Root presente nei pesci teleostei, è l'effetto grazie al quale una diminuzione di pH o un aumento di CO2 provoca la diminuzione della capacità di trasporto di ossigeno.
Non è da confondere con l'Effetto Bohr: in questo caso, in seguito ad una diminuzione di pH o pCO2, diminuisce solamente l'affinità dell'emoglobina per l'ossigeno e non la capacità di trasporto, cioè il volume totale di ossigeno che ogni emoglobina può legare in condizioni di saturazione.